# Herb Pułtuska
Herb Pułtuska – jeden z symboli miasta Pułtusk i gminy Pułtusk w postaci herbu.

## Wygląd i symbolika
Herb przedstawia na niebieskiej tarczy herbowej po heraldycznie prawej stronie złoty pastorał z białą wstęgą, zaś po heraldycznie lewej – złoty krzyż łaciński z zawieszoną na drzewcu białą chorągwią kościelną z czerwonym krzyżem greckim i dwoma niebieskimi pionowymi pasami. Zarówno wstęga jak i chorągiew wyglądają tak, jakby powiewały na wietrze w kierunku heraldycznie lewym.
Herb ten należał do biskupów płockich, którzy byli właścicielami miasta w XIV wieku.